# Crempse
Die Crempse ist ein Fluss in Frankreich, der im Département Dordogne in der Region Nouvelle-Aquitaine verläuft. Er entspringt im Gemeindegebiet von Beauregard-et-Bassac, entwässert generell Richtung West bis Nordwest und mündet nach rund 26 Kilometern im Gemeindegebiet von Mussidan als linker Nebenfluss in die Isle.

## Orte am Fluss
- Beauregard-et-Bassac
- Montagnac-la-Crempse
- Issac
- Bourgnac
- Mussidan